# Voor de Waarheid
Voor de Waarheid (Russisch: За правду; Za pravdoe, ZP) was een kleine nationaal-conservatieve partij in Rusland die van 2020 tot 2021 bestond. 
Voor de Waarheid (ZP) werd op 1 februari 2020 opgericht door Zachar Prilepin als politieke partij. Een sociale organisatie met diezelfde naam werd eerder, in 2019, door Prilepin opgericht. Prilepin, een schrijver, was een oorlogsveteraan die tussen 1996 en 1999 als Russisch militair in Tsjetsjenië vocht en tussen 2017 en 2018 vocht voor het leger van de zelfverklaarde Volksrepubliek Loegansk. Prilepin is een bestseller-auteur wier werken ook in het Engels zijn vertaald. Hij staat bekend om zijn agressieve nationalisme en bewondering van Jozef Stalin. Hij was jarenlang lid van de Nationaal-Bolsjewistische Partij en Het Andere Rusland van Eduard Limonov, totdat het in 2018 tot een breuk kwam tussen Prilepin en Limonov. Prilepin identificeerde zich steeds meer met de politiek van de Russische regering en was toegetreden tot het Al-Russisch Volksfront (ONF), alvorens in 2019 over te gaan tot de oprichting van Voor de Waarheid. 
Voor de Waarheid was een sterk antiwesterse, antiliberale en conservatieve politieke partij die zich in sociaal opzicht links van het midden positioneerde. De partij was voorstander van het mobiliseren van het maatschappelijk middenveld, etatisme, een conservatieve moraal en de Russische annexatie van Abchazië en Zuid-Ossetië.
In januari 2021 besloten Rechtvaardig Rusland, Patriotten van Rusland en Voor de Waarheid tot een fusie. De nieuwe fusiepartij kreeg de naam Rechtvaardig Rusland - Voor de Waarheid.